# 山内城司
山内 城司（やまうち じょうじ、1962年 - ）は写真家。熊本県熊本市出身。
大阪芸術大学写真学科中退後、写真家の高村規に師事。2001年、会社を退社し、山内城司写真事務所を設立、フリーとなる。日本広告写真家協会正会員。写真作品で数々の賞を受賞している。